# Jacob Cornelisz. van Oostsanen
Jacob Cornelisz. van Oostsanen (Oostzaan, c. 1465/1470- Amsterdam, 1528/1533) fou un pintor i gravador renaixentista neerlandès, membre d'una família d'artistes i mestre de Jan van Scorel.

## Biografia
La seva vida és escassament coneguda malgrat la biografia que li va dedicar Karel van Mander. Segons aquest autor, hauria nascut en Oostzaan, petita població d'Holanda del Nord al nord de Amsterdam, d'on rep el nom. Tampoc es disposa de dades documentals referides a la seva formació com a pintor i gravador en fusta, encara que per raons estilístiques s'ha suposat que va poder realitzar el seu aprenentatge a Haarlem i en relació amb el cercle de Geertgen tot Sint Jans. El seu germà, Cornelis Buys I, també pintor, ha estat identificat últimament amb l'anònim anomenat Mestre d'Alkmaar. El 1500 se li documenta ja a Amsterdam, on va llogar una casa. De 1526 a 1528 va treballar en un retaule per a l'abadia d'Egmond presumiblement destruït durant els disturbis provocats per la iconoclàstia protestant, sort que podrien haver corregut algunes altres de les seves obres. S'ha suposat un viatge a Anvers en la dècada de 1520 per conèixer a Albrecht Dürer. A l'octubre de 1533 la seva esposa figurava ja en la documentació com a vídua, encara que s'ignora la data de la seva mort.

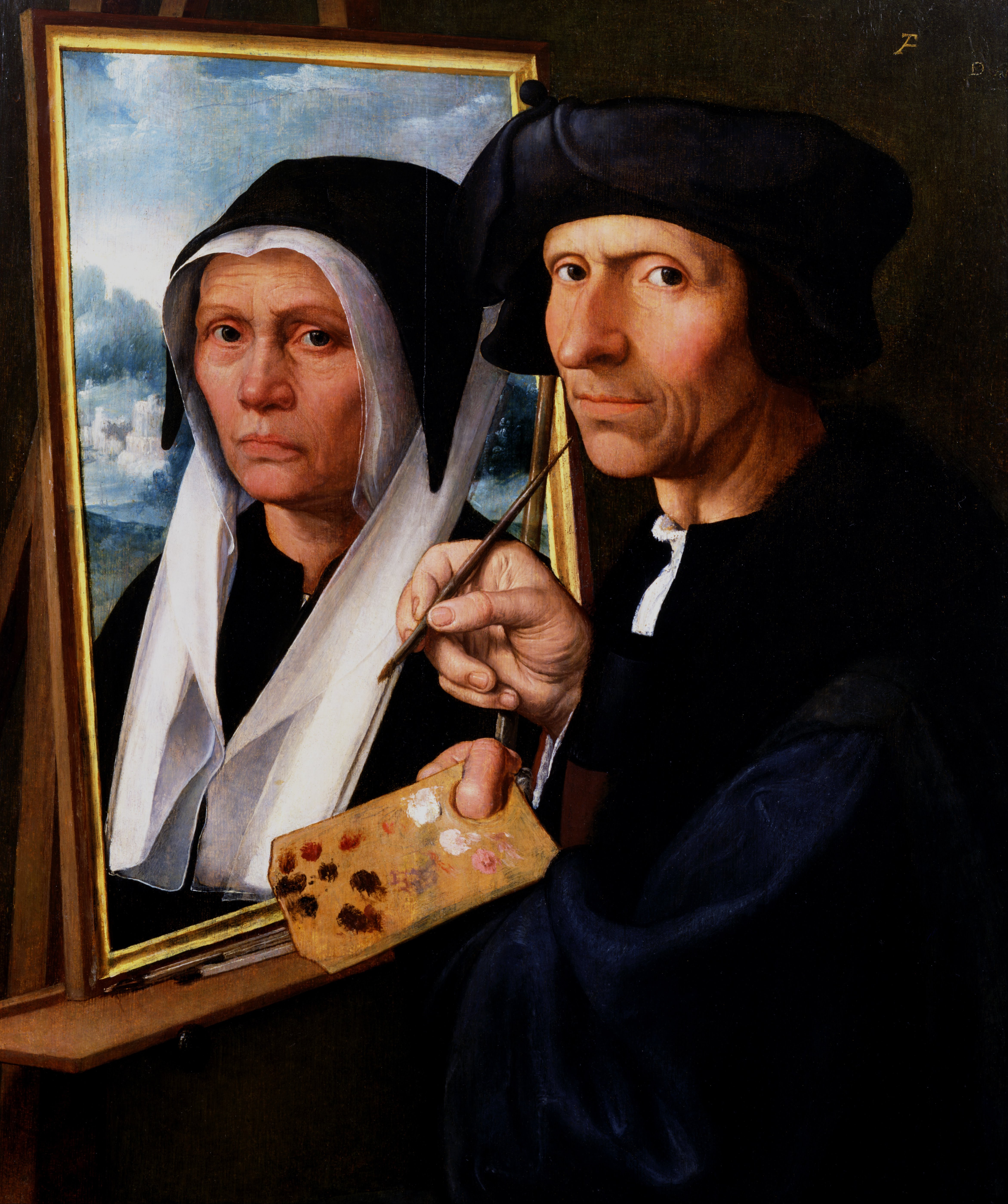
Jacob Cornelisz. van Oostsanen pintant un retrat de la seva dona, oli sobre taula, 62,1 x 49,4 cm, Toledo Museum of Art.

Autor de retrats i de complexes composicions religioses a l'oli, generalment de petit format, i d'unes dues-centes xilografies, la seva pintura evoluciona des del detallisme i minuciositat de les seves primeres obres conegudes, com el Noli me tangere de Kassel (1507, Gemäldegalerie Alte Meister), arrelat en la tradició gòtica de l'escola de Haarlem, a un estil més lleuger en el qual s'introdueixen elements ornamentals presos del renaixement italià, com s'adverteix en el suposat retrat de la reina Isabel de Dinamarca del Museu Thyssen-Bornemisza, pintat cap a 1524, o a l'última de les seves pintures conegudes: Saúl i la bruixa d'Endor, datada el 1526 (Amsterdam, Rijksmuseum), en la qual s'aprecia un allargament de les proporcions de caràcter manierista.